# Maria Schenck van Toutenburg
Maria Schenck van Toutenburg, (Vollenhove vers 1510 - Rijnsburg 12 mars 1552) est une abbesse de l'abbaye de Rijnsburg.

## Biographie
Marie Schenck van Toutenburg était la fille aînée de Georg Schenck van Toutenburg (vers 1480-1540), stadholder de Frise, Groningue, Drenthe et Overijssel, et Anna de Vos van Steenwijk (-1526). Au moment de sa naissance, son père était un schout de Vollenhove. Maria avait deux frères aînés, Frédéric (1503-1580) et Louis (1505-1526). Après la mort de sa mère en 1526, son père s'est remarié avec Johanna van Egmond. Autour de 1517/1518, Marie en tant que religieuse a rejoint l'abbaye bénédictine de Rijnsburg, une abbaye pour femmes exclusivement nobles. Elle a probablement grandit dans cette institution avec sa cousine Anna van Toutenburg, qui est devenue plus tard chapelaine de l'abbaye.
En 1524-1525, elle a été ordonnée monastique dans l'église Saint-Pancras à Leyde. L'année suivante, elle renonce à son héritage. En 1535, une nouvelle abbesse doit être choisie, mais parmi le chapitre, aucun accord n'est trouvé à ce sujet. Vraisemblablement, grâce à l'intervention de son père, qui a entre-temps servi l'empereur Charles Quint comme stadhoder et commandant, Marie a été présentée comme successeur par l'empereur lui-même. Le 22 mai 1535, son élection est notifiée par notaire en présence de son frère Frédéric et elle est intronisée comme nouvelle abbesse.

## Abbesse
Après sa nomination comme abbesse, Maria van Toutenburg a effectué un certain nombre de changements majeurs au sein de l'abbaye. Par exemple, elle a fait élever le statut des sœurs de l'abbaye de Rijnsburg à celui d'un collège de chanoines par l'empereur. En conséquence, les sœurs ont eu désormais le droit d'avoir plus de propriétés privées et une plus grande liberté dans le choix des vêtements. Elles ont également eu plus de liberté de mouvement. Elles devaient maintenant régler leur train de vie, mais elles recevaient également une prébende pour subvenir à leurs besoins. Une somme de 2 300 florins par an pour l'abbesse et sa cour. Les règles monastiques devaient également être observées de manière moins stricte; la consommation de produits laitiers pendant la période de jeûne était désormais autorisée. Ces changements et le mode de vie «mondain» de l'abbesse ont fait l'objet de vives critiques. Après sa mort en 1552, une enquête officielle a été ouverte par le gouverneur Marie de Hongrie sur l'abbaye et le régime de l'abbesse.
Maria Schenck van Toutenburg est inhumée dans la Grotekerk (ou aussi nommée Laurentiuskerk) à Rijnsburg.